# Title Transfer Facility
Die Title Transfer Facility (TTF) ist ein virtueller Handelspunkt im niederländischen Gasnetz, über den der Erdgas-Handel für die Niederlande abgewickelt wird. Abgerechnet wird in Euro pro MWh.

## Bedeutung
Der virtuelle Handelspunkt TTF gehört zu dem niederländischen Marktgebiet des Ferngasnetzbetreibers GTS (Gasunie Transport Services B.V.), einer Tochtergesellschaft der Gasunie. Er ist aufgrund seines hohen Handelsvolumens einer der wichtigsten Handelspunkte für Erdgas in Europa.